# Albert Yagüe
Albert Yagüe (Vilasar de Mar, España, 27 de marzo de 1985) es un futbolista profesional  español. Juega de delantero centro y su actual equipo es el Club Deportivo Castellón de la tercera división española.

## Trayectoria
Se formó en las categorías inferiores del FC Argentona y fichado para las categorías inferiores del RCD Espanyol, formando parte de una de las mejores hornadas de futbolistas del club, que la temporada 2003/04 logró la Copa del Rey, la liga de División de Honor y el subcampeonato de la Copa de Campeones en categoría juvenil.
A partir de la siguiente temporada pasó al RCD Espanyol B, llegando a debutar con el primer equipo españolista en la Primera División durante la temporada 2005-06, en un partido contra el Real Madrid, sustituyendo a Iván de la Peña en el último minuto. 
Durante el mercado de invierno de la temporada 2006/07 fue cedido al Lorca Deportiva de la Segunda División, donde jugó 19 partidos y anotó un gol. 
El verano de 2007 el Espanyol lo traspasó a la SD Eibar, reservándose un opción de recompra. Tras dos temporadas en el equipo armero fue fichado por la UD Melilla en la que fue el máximo goleador de la temporada con 16 dianas. Y en la actualidad defiende la camiseta del Club Deportivo Castellón

## Clubes
| Club                    | País    | Año         |
| ----------------------- | ------- | ----------- |
| RCD Espanyol B          | España  | 2002 - 2006 |
| RCD Espanyol            | España  | 2005        |
| Lorca Deportiva         | España  | 2007        |
| SD Eibar                | España  | 2007 - 2009 |
| Unión Deportiva Melilla | España  | 2009 - 2010 |
| Cultural Leonesa        | España  | 2010        |
| Dinamo Tbilisi          | Georgia | 2011 - 2012 |
| Club de Futbol Badalona | España  | 2012        |
| CD Castellón            | España  | 2014        |
| UE Sant Andreu          | España  | 2015        |

## Palmarés

### Campeonatos nacionales
| Título               | Club                 | País   | Año  |
| -------------------- | -------------------- | ------ | ---- |
| Copa del Rey Juvenil | RCD Espanyol Juvenil | España | 2004 |